# 石川県立能登高等学校
石川県立能登高等学校（いしかわけんりつ のとこうとうがっこう、英: Ishikawa Prefectural Noto High School）は、石川県鳳珠郡能登町字宇出津にある公立の高等学校。石川県立能都北辰高等学校と石川県立能登青翔高等学校の統合により2009年に開校した。
石川県内の公立高校としては珍しく学校寮を持つほか、船舶も保有している。

## 特徴
県立高校である能登高校と能登町が協働して存続・発展に取り組む「能登高校魅力化プロジェクト」を2016年に立ち上げた。プロジェクトではこれまで、公営塾「まちなか鳳雛塾」「鳳雛塾」の設置・運営や、地域連携型授業支援（「総合的な探究の時間」「地域産業学」など）を行っている。
2020年には、内閣府による高校生の地域留学を推進するための高校魅力化事業「地域みらい留学365」に選出され、この事業に基づいて高校2年生が1年間、在籍校から留学できる「能登高留学」を実施している。柳田校舎（鳳珠郡能登町字柳田イ部3番地）には学生寮「鳳柳寮」（ほうりゅうりょう）」がある。寮名は、鳳凰のように雄々しく気高く大空に舞い、そして柳の樹の如く風雪に耐え、大地にしっかりと根を張り、大空に向かって若々しく生き生きと成長してほしいという願いが込められている。
「能登高校を応援する会」を2009年の開校当初より立ち上げ、制服購入補助・通学定期補助・部活動支援といった保護者の負担を軽減する補助事業を行っている。

## 所在地
〒927-0433 石川県鳳珠郡能登町字宇出津マ字106番地の7

## 設置学科
- 普通科（2年次から文系と理系の2コースに分かれる）
- 地域産業科
  - 生物資源コース・農業選択
  - 生物資源コース・水産選択
  - ビジネスコース

地域産業科は、これまでの学科の枠を超えた新たな専門学科である。農業・水産の1次産業と食品加工の2次産業、商業や対人サービスの3次産業を横断的に学び、地域産業を担う人材を育てる。

## 沿革

### 石川県立能都北辰高等学校
- 1898年（明治31年）- 石川県水産講習所設立。
- 1940年（昭和15年）- 石川県立宇出津水産学校開校。
- 1948年（昭和23年）- 学制改革により宇出津町立高等女学校を併合し、石川県立宇出津高等学校となる。
- 1956年（昭和31年）- 石川県立宇出津水産高等学校と改称。
- 1957年（昭和32年）- 大型実習船「加能丸」建造。
- 1966年（昭和41年）- 普通科が分離して石川県立宇出津高等学校となる。
- 1967年（昭和42年）- 石川県立水産高等学校と改称し、小木分校を新設。
- 1969年（昭和44年）- 専攻科（機関・無線通信）新設。
- 2000年（平成12年）- 石川県立学校条例により、石川県立水産高等学校と石川県立宇出津高等学校を統合し、石川県立能都北辰高等学校となる。
- 2009年（平成21年）- 石川県立能都北辰高等学校小木分校閉校。
- 2011年（平成23年）3月末 - 閉校。

### 石川県立能登青翔高等学校
- 1937年（昭和12年）- 石川県柳田農学校開校。
- 1940年（昭和15年）- 石川県立柳田農学校となる。
- 1948年（昭和23年）- 学制改革により石川県立柳田高等学校と改称。
- 1956年（昭和31年）- 石川県立柳田農業高等学校と改称。
- 2002年（平成14年）- 石川県立町野高等学校と統合して石川県立能登青翔高等学校開校。
- 2011年（平成23年）3月末 - 閉校。

### 石川県立能登高等学校
- 2009年（平成21年）- 石川県立能都北辰高等学校と石川県立能登青翔高等学校を統合して開校。
- 2019年（平成31年）度 -「地域創造科（地域資源コース、商業コース）」を「地域産業科（生物資源コース、ビジネスコース）」に学科改編。
- 2020年（令和2年）- 内閣府の「高校生の地域留学推進のための高校魅力化支援事業」に選出され[1]、「能登高留学」を開始。

## 校訓・教育目標・方針

### 校訓
- 自主（independent: 明朗で人間愛にあふれた自主性のある人間）
- 協調（cooperative: 理想に向かってたゆまなく努力し協調性に富む人間）
- 創造（creative: 広い視野に立った個性に富む創造性豊かな人間）

### 教育目標
- 個性と能力を伸長し、積極的に自己の啓発に努める心身ともに健全な人間を育成する

### 教育方針
- 旺盛な好奇心と豊かな心を備えた、誠実で責任感のある人材を育成する
- 自ら学び行動する意欲を養い、個性・能力・適性に応じた進路の確立に努める
- ふるさとに誇りを持ち、地域社会の創造・発展に寄与する人材を育成する

### 目指す生徒像
- 規範意識を身に付け、主体的に学習に取り組む生徒
- 自他を尊重し、他者と積極的にコミュニケーションをとり協働できる生徒
- 文化面や運動面の才能を伸ばし、未来社会の創造・発展に貢献できる生徒

### 3つの方針（普通科）

#### 生徒募集方針
- 高校での学習で必要な基礎学力を有し、社会で必要とされる礼儀や、学びを深めたいと願っている人
- 様々な活動をとおして、他者とのコミュニケーション力を高めたいと願っている人
- 自分の長所を伸ばし、地域社会の発展に貢献したいと願っている人

#### 教育課程編成・実施方針
- 生徒の進路実現にむけ、基礎的基本的学力の定着を図るとともに、それを総合的に活用する力や主体的に学ぶ姿勢の育成に向け、各科、類型やコースの特性を考慮し、科目や単位数を適切に設定する。
- 視野を広げ、地域社会や広い社会で活躍できる人材を育成するため、地域社会と幅広く交流可能な教育課程とする。
- 幅広い進路希望に対応するため、共通教科を単位数も含め適切に設定するとともに、文系には福祉の科目を設ける。

#### 生徒育成方針
- 問題解決に必要な情報を収集・蓄積するとともに、既存の知識に加え、必要となる新たな知識・技能を身に付け、それらを適切に組み合わせ、問題を解決することができる力。
- 他者と協働しながら、粘り強くものごとに取り組む力。
- 個性と能力を伸長し、積極的に自己の啓発に努め、自らの生き方を主体的に選択することができる力。
- ふるさとに誇りを持ち、地域社会の創造・発展に寄与しようとする高い志や意欲。

### 3つの方針（地域産業科）

#### 生徒募集方針
- 高校での学習で必要な基礎学力を有し、社会で必要とされる礼儀や、学びを深めたいと願っている人
- 様々な活動をとおして、他者とのコミュニケーション力を高めたいと願っている人
- 自分の長所を伸ばし、地域産業の発展に貢献したいと願っている人

#### 教育課程編成・実施方針
- 生徒の進路実現にむけ、基礎的基本的学力の定着を図るとともに、それを総合的に活用する力や主体的に学ぶ姿勢の育成に向け、各科、類型やコースの特性を考慮し、科目や単位数を適切に設定する。
- 視野を広げ、地域社会や広い社会で活躍できる人材を育成するため、地域社会と幅広く交流可能な教育課程とする。
- 「生物資源コース」と「ビジネスコース」を設け、各専門の基礎力の確実な定着を図るとともに、高い専門的な知識と技術を身につけることができるよう、科目や単位数を適切に設定する。
- 地域産業への理解や社会人としての資質・能力の育成に向け、学校設定教科「地域産業」を開設する。
- 地域産業の課題について、専門的な視点からその解決に向けて粘り強く探究する力や他者と協働する姿勢の育成に向け、「農業」、「商業」及び「水産」の各専門教科に「課題研究」を設定する。

#### 生徒育成方針
- 基礎的・基本的学力とそれらを活用する力。
- 問題解決に必要な情報を収集・蓄積するとともに、既存の知識に加え、必要となる新たな知識・技能を身に付け、それらを適切に組み合わせ、問題を解決することができる力。
- 他者と協働しながら、粘り強くものごとに取り組む力。
- 個性と能力を伸長し、積極的に自己の啓発に努め、自らの生き方を主体的に選択することができる力。
- ふるさとに誇りを持ち、地域社会の創造・発展に寄与しようとする高い志や意欲。

## 取得できる資格
- 実用英語技能検定
- 日本漢字能力検定
- 実用数学技能検定
- 危険物取扱者
- ビジネス文書実務検定
- 日本農業技術検定
- 日商簿記検定
- 全商簿記検定
- 簿記実務検定
- 電卓技能検定
- 情報処理検定
- 商業経済検定
- 小型船舶操縦士
- ボイラー技士
- 小型車両建設機械、フォークリフト

## 学校行事
- 4月 - 入学式、対面式、部活動紹介、ヤマメの放流
- 5月 - 猿鬼歩こう走ろう健康大会、クリーンビーチ活動
- 6月 - 地域貢献プロジェクト、文化教室、インターンシップ、修学旅行
- 7月 - 球技大会、前期夏季補習、体験入学会、保護者懇談会
- 8月 - 学習合宿、後期夏季補習
- 9月 - 能登高祭、外部指導面接
- 10月 - 進路ガイダンス
- 11月 - 学校公開、能登高カレーの日
- 12月 - 保護者懇談会、冬期補習
- 1月 - 生徒研究発表会
- 2月 - 総合的な探究の時間活動発表会
- 3月 - 卒業式、球技大会、学習合宿

## 部活動

### 運動部
男女ソフトテニス部は前身の宇出津高校時代から全国大会の常連校である。アーチェリー部は県内でも2校しかない珍しい部活であり、全国大会に出場しやすい部となっている。陸上部やウエイトリフティング部などでも全国大会への出場が増えている。
- 男子ソフトテニス部
- 女子ソフトテニス部
- アーチェリー部
- 男子バスケットボール部
- 女子バスケットボール部
- 野球部
- 卓球部
- 陸上競技部
- 柔道部
- バドミントン部
- 女子バレーボール部
- ウエイトリフティング部

### 文化部
書道部は6畳間ほどの大きさの紙に音楽に合わせて文字や絵を描く書道パフォーマンスを行っており、町内や近隣のイベント出演が多い。地域創造クラブや農業クラブでは全国大会への出場が多い。
- 書道部
- 吹奏楽部
- 華道部
- 茶道部
- 美術部
- 家庭部
- JRC部
- 地域創造クラブ
- 農業クラブ

## 校歌
作詞：響敏也、作曲：天沼裕子